# لیتزانو ین بلودره
لیتزانو ین بلودره (به ایتالیایی: Lizzano in Belvedere) یک کومونه در ایتالیا است که در استان بولونیا واقع شده‌است.

## خصوصیات
لیتزانو ین بلودره ۸۵٫۷ کیلومترمربع مساحت و ۲٬۲۵۰ نفر جمعیت دارد و ۶۴۰ متر بالاتر از سطح دریا واقع شده‌است.

## خواهرخوانده
شهر Hilzingen خواهرخواندهٔ لیتزانو ین بلودره هست.